# Муньйогаліндо
Муньйогаліндо (ісп. Muñogalindo) — муніципалітет в Іспанії, у складі автономної спільноти Кастилія-і-Леон, у провінції Авіла. Населення — 400 осіб (2010).
Муніципалітет розташований на відстані близько 100 км на захід від Мадрида, 17 км на захід від Авіли.
На території муніципалітету розташовані такі населені пункти: (дані про населення за 2010 рік)
- Муньйогаліндо: 338 осіб
- Салобралехо: 62 особи

## Демографія
Динаміка населення (INE ):